# Liste der Monuments historiques in Ottrott
Die Liste der Monuments historiques in Ottrott führt die Monuments historiques in der französischen Gemeinde Ottrott auf.

## Liste der Bauwerke
| Bezeichnung        | Beschreibung | Standort                                         | Kennzeichnung | Schutzstatus | Datum     | Bild           |
| ------------------ | --- | ------------------------------------------------ | ------------- | ------------ | --------- | -------------- |
| Heidenmauer        | Gipfelbefestigung unklarer Zeitstellung (zwischen früher Eisenzeit und dem 8. Jahrhundert n. Chr.); teilweise zu Barr | südwestlich des Ortes am Odilienberg (Lage)      | PA00084885    | Classé       | 1840      | weitere Bilder |
| Kapelle St-Nicolas | im 12. Jahrhundert erbaut                                                                                             | Rue Saint-Nicolas (Lage)                         | PA67000043    | Inscrit      | 2002      | weitere Bilder |
| Burg Birkenfels    | Ruine einer Höhenburg, um 1260, im 16. Jahrhundert aufgegeben                                                         | südwestlich des Ortes (Lage)                     | PA00084881    | Classé       | 1984      | weitere Bilder |
| Burg Rathsamhausen | Ruine einer Höhenburg, erstes Viertel des 12. Jahrhunderts, um 1600 aufgegeben                                        | westlich des Ortes (Lage)                        | PA00084883    | Classé       | 1985      | weitere Bilder |
| Kloster Hohenburg  | auch Kloster Odilienberg; Kloster im 7. Jahrhundert gegründet, Gebäude vom 12. bis 20. Jahrhundert                    | südwestlich des Ortes auf dem Odilienberg (Lage) | PA00084884    | Classé       | 1840 1997 | weitere Bilder |
| Pierre druidique   | Megalith | im Greinelthal                                   | PA00084886    | Classé       | 1862      |                |
| Burg Dreistein     | Ruine einer Spornburg, 13. Jahrhundert, vor 1670 zerstört                                                             | südwestlich des Ortes am Odilienberg (Lage)      | PA00085273    | Inscrit      | 1990      | weitere Bilder |
| Lützelburg         | Ruine einer Höhenburg, 13. Jahrhundert, um 1600 aufgegeben                                                            | westlich des Ortes (Lage)                        | PA00084882    | Inscrit      | 1985      | weitere Bilder |
| Foyer de Charité   | Herrenhaus, 18. Jahrhundert; englischer Park, 1830er und 1840er Jahre, darin Ruine der Burg Altenkeller               | 51 rue Principale (Lage)                         | PA00085311    | Inscrit      | 1992      | weitere Bilder |

## Liste der Objekte
| Bezeichnung                                                                    | Beschreibung | Standort                               | Kennzeichnung | Schutzstatus | Datum | Bild           |
| ------------------------------------------------------------------------------ | --- | -------------------------------------- | ------------- | ------------ | ----- | -------------- |
| Hauptaltar                                                                     | Altartisch, Tabernakel, Retabel und Gemälde; Holz, farbig gefasst und vergoldet, sowie Ölfarbe auf Leinwand, nach 1771                                                       | in der Kirche Sts-Simon-et-Jude (Lage) | PM67000683    | Classé       | 1992  | weitere Bilder |
| Architekturteile                                                               | Sandstein, 12. bis 16. Jahrhundert | beim Foyer de Charité (Lage)           | PM67000764    | Classé       | 1995  |                |
| Säbel mit Scheide                                                              | Metall, Olivenholz, 19. Jahrhundert | im Kloster Hohenburg (Lage)            | PM67000960    | Classé       | 2006  |                |
| Skulpturengruppe Mariä Verkündigung                                            | Holz, farbig gefasst und vergoldet, um 1500 | im Kloster Hohenburg (Lage)            | PM67001319    | Inscrit      | 2004  |                |
| Religienschrein der heiligen Agatha                                            | Holz, farbig gefasst und vergoldet, und Glas, um 1774 | im Kloster Hohenburg (Lage)            | PM67001325    | Inscrit      | 2004  |                |
| Relief Haupt Christi                                                           | Sandstein, 1933 von Léon Elchinger | im Kloster Hohenburg (Lage)            | PM67001326    | Inscrit      | 2004  |                |
| Relief Christus stürzt unter dem Kreuz                                         | Sandstein, 1935 von Léon Elchinger | im Kloster Hohenburg (Lage)            | PM67001327    | Inscrit      | 2004  |                |
| Votivgemälde der Familie Cassal de Ferrette                                    | Ölfarbe auf Leinwand, um 1875 | im Kloster Hohenburg (Lage)            | PM67001331    | Inscrit      | 2004  |                |
| Skulptur Heilige Odilia                                                        | Silber und Elfenbein, 1945 von Charles Ohresser | im Kloster Hohenburg (Lage)            | PM67001336    | Inscrit      | 2004  |                |
| Kanzel                                                                         | Holz, bemalt, und Gips, zweite Hälfte des 19. Jahrhunderts | in der Kirche Sts-Simon-et-Jude (Lage) | PM67000642    | Classé       | 1992  | weitere Bilder |
| Seitenaltar Unbefleckte Empfängnis                                             | Altartisch, Retabel und zwei Gemälde; Holz, farbig gefasst und vergoldet, sowie Ölfarbe auf Leinwand; Holzarbeiten nach 1771, Gemälde von 1833                               | in der Kirche Sts-Simon-et-Jude (Lage) | PM67000686    | Classé       | 1992  |                |
| Grundstein des Klosters Hohenburg                                              | Sandstein, zweite Hälfte des 12. Jahrhunderts | im Kloster Hohenburg (Lage)            | PM67000951    | Classé       | 2006  | weitere Bilder |
| Grab der heiligen Odilia                                                       | Marmor, Sandstein und Bronze, 1696 von François-Alexis Francin | im Kloster Hohenburg (Lage)            | PM67000952    | Classé       | 2006  | weitere Bilder |
| Drei Intarsienbilder: Heilige Bersinda, Heilige Eugenia und Heilige Gundelinde | verschiedene Hölzer, um 1938 | im Kloster Hohenburg (Lage)            | PM67000957    | Classé       | 2006  |                |
| Skulpturengruppe Der heilige Georg besiegt den Drachen                         | Holz, farbig gefasst, 18. Jahrhundert | im Kloster Hohenburg (Lage)            | PM67001320    | Inscrit      | 2004  |                |
| Votivbild von Barbara Biedel                                                   | Ölfarbe auf Leinwand, 1810 | im Kloster Hohenburg (Lage)            | PM67001330    | Inscrit      | 2004  |                |
| Gemälde Die heilige Odilia heilt die Blinden                                   | Ölfarbe auf Leinwand, 1914 von Karl Jordan | im Kloster Hohenburg (Lage)            | PM67001332    | Inscrit      | 2004  |                |
| Skulptur Heilige Odilia                                                        | Holz, zweite Hälfte des 18. Jahrhunderts | im Kloster Hohenburg (Lage)            | PM67001340    | Inscrit      | 2004  |                |
| Gemälde Porträt von Herzog Eticho und Bersinda                                 | Farbe auf Mörtel, Holzrahmen, um 1900 von Charles Spindler | im Kloster Hohenburg (Lage)            | PM67001725    | Inscrit      | 2004  |                |
| Orgel                                                                          | 1721 von Andreas Silbermann für die Kirche St-Léonard in Bœrsch gebaut, 1793 nach Ottrott versetzt                                                                           | in der Kirche Sts-Simon-et-Jude (Lage) | PM67001069    | Classé       | 1995  | weitere Bilder |
| Orgelprospekt                                                                  | 1721 von Andreas Silbermann für die Kirche St-Léonard in Bœrsch gebaut, 1793 nach Ottrott versetzt                                                                           | in der Kirche Sts-Simon-et-Jude (Lage) | PM67000779    | Classé       | 1995  | weitere Bilder |
| Relief Leben der heiligen Odilia                                               | Sandstein, 1696 von François-Alexis Francin | im Kloster Hohenburg (Lage)            | PM67000954    | Classé       | 2006  | weitere Bilder |
| Relief Christopherus mit dem Jesuskind und der heilige Pantaleon               | Holz, bemalt, um 1300; Fragment eines Nothelferaltars | im Kloster Hohenburg (Lage)            | PM67000958    | Classé       | 2006  |                |
| Bischofsstab von Sébastien Herscher                                            | Bronze und Email, um 1900 | im Kloster Hohenburg (Lage)            | PM67001142    | Classé       | 2009  |                |
| Gemälde Weihe des Klosters Hohenburg an Christus                               | Ölfarbe auf Leinwand, maroufliert, 1902 von Martin von Feuerstein | im Kloster Hohenburg (Lage)            | PM67001333    | Inscrit      | 2004  |                |
| Gemälde Leben der heiligen Odilia                                              | Ölfarbe auf Leinwand, 1899 | im Kloster Hohenburg (Lage)            | PM67001334    | Inscrit      | 2004  |                |
| Tischgeschirr                                                                  | 45 Teile; Fayence, bemalt und vergoldet, Ende des 19. Jahrhunderts, aus der Steingutmanufaktur Saargemünd                                                                    | im Kloster Hohenburg (Lage)            | PM67001335    | Inscrit      | 2004  |                |
| Reliquienschrein der heiligen Odilia (Nr. 2)                                   | Holz, vergoldet, und Glas, 1854 | im Kloster Hohenburg (Lage)            | PM67001337    | Inscrit      | 2004  |                |
| Skulptur Heiliger Nikolaus                                                     | Holz, farbig gefasst und vergoldet, 18. Jahrhundert | in der Kapelle St-Nicolas (Lage)       | PM67001720    | Inscrit      | 1976  |                |
| Skulptur Madonna mit Kind                                                      | Wallfahrtsbild; Holz, farbig gefasst und vergoldet, um 1320 | in der Kapelle St-Nicolas (Lage)       | PM67001721    | Inscrit      | 1976  |                |
| Drei Personenwaggons vom Typ Romilly                                           | Waggons der 2. Klasse (Bauart B9½tz); 1907 gebaut, 1961 modernisiert; seit 2017 als Leihgabe bei der Museumsbahn Saujon–La Tremblade (siehe Bahnstrecke Rosheim–Saint-Nabor) | ehemals im Lokschuppen (Lage)          | PM67000678    | Classé       | 1994  |                |
| Sebastiansaltar                                                                | Seitenaltar; Altartisch, Retabel und zwei Gemälde; Holz, farbig gefasst und vergoldet, sowie Ölfarbe auf Leinwand; Holzarbeiten nach 1771, Gemälde von 1833                  | in der Kirche Sts-Simon-et-Jude (Lage) | PM67000685    | Classé       | 1992  |                |
| Pilgerflasche                                                                  | Zinnguss, 1656 | in der Mairie (Lage)                   | PM67000787    | Classé       | 1997  |                |
| Sarkophag der heiligen Odilia                                                  | Kalkstein, um 720 | im Kloster Hohenburg (Lage)            | PM67000949    | Classé       | 2006  |                |
| Sarkophag von Herzog Eticho und Bersinda                                       | Sandstein, vermutlich aus dem 9. Jahrhundert | im Kloster Hohenburg (Lage)            | PM67000950    | Classé       | 2006  |                |
| Zwei Skulpturen: Heilige Odilia und ein Engel                                  | Sandstein, farbig gefasst und vergoldet, 1696 | im Kloster Hohenburg (Lage)            | PM67000953    | Classé       | 2006  | weitere Bilder |
| Kreuzigungsgruppe                                                              | Holz, farbig gefasst und vergoldet, 18. Jahrhundert | im Kloster Hohenburg (Lage)            | PM67001321    | Inscrit      | 2004  |                |
| Skulptur Madonna mit Kind                                                      | Holz, farbig gefasst, Ende des 18. Jahrhunderts | im Kloster Hohenburg (Lage)            | PM67001322    | Inscrit      | 2004  | weitere Bilder |
| Skulptur Petrus                                                                | Lindenholz, um 1700 | im Kloster Hohenburg (Lage)            | PM67001323    | Inscrit      | 2004  |                |
| Skulptur Paulus                                                                | Lindenholz, um 1700 | im Kloster Hohenburg (Lage)            | PM67001324    | Inscrit      | 2004  |                |
| Drei Votivbilder der heiligen Odilia                                           | Ölfarbe oder Tusche auf Karton, 1888 bis 1905 | im Kloster Hohenburg (Lage)            | PM67001328    | Inscrit      | 2004  |                |
| Votivbild der heiligen Odilia                                                  | Ölfarbe auf Hartfaserplatte, 1905 | im Kloster Hohenburg (Lage)            | PM67001329    | Inscrit      | 2004  |                |
| Chorgestühl                                                                    | Eichenholz, bezeichnet 1708 | im Kloster Hohenburg (Lage)            | PM67001342    | Inscrit      | 2004  |                |
| Skulptur Betende heilige Odilia                                                | Sandstein, um 1700 | im Kloster Hohenburg (Lage)            | PM67001343    | Inscrit      | 2004  |                |
| Zehn Gemälde: Leben der heiligen Odilia                                        | Ölfarbe auf Eichenholz, 1855 | im Kloster Hohenburg (Lage)            | PM67001344    | Inscrit      | 2004  |                |
| Gemälde Thomas von Aquin                                                       | Ölfarbe auf Leinwand, 17. Jahrhundert | im Kloster Hohenburg (Lage)            | PM67001345    | Inscrit      | 2004  |                |
| Prozessionskreuz                                                               | Kopie des Kreuzes von Niedermunster; Holz und Silber, vergoldet, 1931 | im Kloster Hohenburg (Lage)            | PM67001141    | Classé       | 2009  |                |
| Ensemble aus Hauptaltar und Seitenaltären                                      | Ensemble aus PM67000683, PM67000685 und PM67000686 | in der Kirche Sts-Simon-et-Jude (Lage) | PM67000641    | Classé       | 1992  |                |
| Dampflokomotive Nr. 3                                                          | Elsaß-Lothringische T 3, 1906 bei Borsig gebaut; seit 2017 als Leihgabe bei der Museumsbahn Saujon–La Tremblade (siehe Bahnstrecke Rosheim–Saint-Nabor)                      | ehemals im Lokschuppen (Lage)          | PM67000643    | Classé       | 1985  |                |
| Sechs Beichtstühle                                                             | Holz, bezeichnet 1700 | im Kloster Hohenburg (Lage)            | PM67000955    | Classé       | 2006  |                |
| Kreuzweg                                                                       | Intarsienbilder, 1937 von Charles Spindler | im Kloster Hohenburg (Lage)            | PM67000956    | Classé       | 2006  |                |
| Stickarbeit Schweißtuch von Besançon                                           | Seide, Seidengarn und Metallfaden, im verglasten Holzrahmen, vermutlich aus dem 18. Jahrhundert                                                                              | im Kloster Hohenburg (Lage)            | PM67000959    | Classé       | 2006  |                |
| Monstranz                                                                      | Silber, Gold, Email, Edelstein und Glas, 1932 | im Kloster Hohenburg (Lage)            | PM67001143    | Classé       | 2009  |                |
| Reliquienmonstranz                                                             | mit einem Zahn der heiligen Odilia; Silber, vergoldet, 1893 | im Kloster Hohenburg (Lage)            | PM67001404    | Inscrit      | 2006  |                |
| Reliquienschrein der heiligen Odilia (Nr. 1)                                   | Holz, farbig gefasst, und Sten, vergoldet, 1841 | im Kloster Hohenburg (Lage)            | PM67001338    | Inscrit      | 2004  |                |
| Zwi Skulpturen: Madonna und Heiliger Norbert                                   | Holz, farbig gefasst und vergoldet, 18. Jahrhundert | im Kloster Hohenburg (Lage)            | PM67001339    | Inscrit      | 2004  |                |
| Retabel des Hauptaltars und Marienskulptur                                     | Eichenholz, farbig gefasst und vergoldet, 1746 | im Kloster Hohenburg (Lage)            | PM67001341    | Inscrit      | 2004  | weitere Bilder |